# Jak łyse konie
Jak łyse konie – program rozrywkowy prowadzony przez Andrzeja Sołtysika i emitowany w telewizji TVN w 2003 roku na licencji Mastiff Media. Łącznie wyemitowano 32 odcinki tego programu.

## Sezon 2
| Odcinek 16             |   |                       |
| Małgorzata Kożuchowska | & | Tomasz Kammel         |
| Odcinek 17             |   |                       |
| Katarzyna Figura       | & | Paweł Deląg           |
| Odcinek 18             |   |                       |
| Edyta Górniak          | & | Mariusz Czerkawski    |
| Odcinek 19             |   |                       |
| Katarzyna Dowbor       | & | Zygmunt Chajzer       |
| Odcinek 20             |   |                       |
| Kayah                  | & | Marek Kościkiewicz    |
| Odcinek 21             |   |                       |
| Ewa Drzyzga            | & | Szymon Majewski       |
| Odcinek 22             |   |                       |
| Natalia Kukulska       | & | Piasek                |
| Odcinek 23             |   |                       |
| Rafał Królikowski      | & | Zbigniew Zamachowski  |
| Odcinek 24             |   |                       |
| Justyna Steczkowska    | & | Mateusz Kusznierewicz |
| Odcinek 25             |   |                       |
| Elżbieta Zającówna     | & | Robert Rozmus         |
| Odcinek 26             |   |                       |
| Paulina Holtz          | & | Mateusz Damięcki      |
| Odcinek 27             |   |                       |
| Muniek Staszczyk       | & | Dariusz Michalczewski |
| Odcinek 28             |   |                       |
| Patrycja Markowska     | & | Grzegorz Markowski    |
| Odcinek 29             |   |                       |
| Martyna Wojciechowska  | & | Krzysztof Hołowczyc   |
| Odcinek 30             |   |                       |
| Edyta Jungowska        | & | Piotr Adamczyk        |